# Lola Lasseron
Lola Lasseron (* 10. Februar 2001 in Département Oise) ist eine französische Schauspielerin.

## Biografie
Lasseron wurde am 10. Februar 2001 in Département Oise geboren. Ihr Debüt gab sie 2011 in dem Film  Dans les pas de Marie Curie. 2012 war sie in dem Film Pour toi j'ai tué zu sehen. Anschließend bekam sie 2012 in der Serie  Le Jour où tout a basculé eine Gastrolle. Lasseron spielte 2014 in dem Film Lou! die Hauptrolle.

## Filmografie (Auswahl)
- 2011: Dans les pas de Marie Curie (Film)
- 2012: Pour toi j'ai tué (Film)
- 2012: Le Jour où tout a basculé (Fernsehserie, 1 Episode)
- 2014: Lou! (Film)
- 2014: 'L'Homme de l'île Sandwich (Film)